# Pyromanie
Pyromanie (vuurzucht) is de onweerstaanbare drang om brand te stichten. Iemand die dit gedrag vertoont noemt men een pyromaan. 
De daad heeft geen enkele specifieke bedoeling behalve de brand zelf. Een pyromaan is gefascineerd door vuur. Iemand die om andere redenen brand sticht, bijvoorbeeld om een verzekeringsuitkering te ontvangen of om de gevolgen van een misdaad te verhullen is dus geen pyromaan. Vaak slaat een pyromaan zelf alarm of komt hij de slachtoffers te hulp.{{bron?}} 
Fascinatie met vuur komt zeer veel voor, het onverantwoord ermee omgaan veel minder.{{bron?}} Pyromanen zijn bijna altijd jonge mannen.{{bron?}}

## Stoornis
Deze psychische aandoening wordt in het DSM-IV beschreven als een stoornis in de impulsbeheersing. Het handboek geeft de volgende criteria:
1. Opzettelijk en doelbewust brand stichten bij meer dan één gelegenheid.
2. Spanning en affectieve opwinding voor de brandstichting.
3. Fascinatie voor, interesse in, nieuwsgierigheid over of aantrekking tot vuur en de bijbehorende omstandigheden (bijvoorbeeld voorwerpen, gebruik, gevolgen).
4. Genoegen, bevrediging of opluchting bij het veroorzaken van een brand of bij het getuige zijn of deelnemen aan de erop volgende gebeurtenissen.
5. Het stichten van de brand gebeurt niet uit financiële overwegingen, als gevolg van sociopolitieke ideologie, om uitdrukking te geven aan woede of wraak, om criminele activiteiten te verhullen of om de leefomstandigheden te verbeteren. Het is geen uiting van een waan of hallucinatie en ook geen gevolg van een verminderd vermogen tot het nemen van beslissingen (bijvoorbeeld bij dementie, mentale retardatie, intoxicatie door substanties).